# Biały Potok (Rajcza)
Biały Potok – część wsi Rajcza w Polsce, położona w województwie śląskim, w powiecie żywieckim, w gminie Rajcza.
W latach 1975–1998 Biały Potok administracyjnie należał do województwa bielskiego.